# 西南角駅
西南角駅（せいなんかく-えき）は中華人民共和国天津市南開区に位置する天津地下鉄1号線と2号線の駅。

## 利用可能な路線
■1号線
■2号線

## 駅構造

### 1号線
相対式ホーム2面2線の地下駅。改札口は1階にあり。ホームは地下1階にある。

### 2号線
島式ホーム1面2線の地下駅。ホームは地下2階にある。

## 駅周辺
- 服装街
- 南門医院
- 西南角中学

## 歴史
- 1984年12月28日 - 開業。
- 2001年10月19日 - リニューアル工事のため運転中止。
- 2006年6月12日 - 再開業。
- 2012年7月1日 - 2号線開業。

## 隣の駅
- ■1号線

二緯路駅 - 西南角駅 - 西北角駅
- ■2号線

広開四馬路駅 - 西南角駅 - 鼓楼駅
| スタブアイコン | サブスタブ | この項目は、まだ閲覧者の調べものの参照としては役立たない、鉄道に関連した書きかけの項目です。この項目を加筆・訂正などしてくださる協力者を求めています（P:鉄道/PJ:鉄道）。 |

座標: 北緯39度08分11秒 東経117度09分57秒 / 北緯39.1363度 東経117.1657度